# Paris metro

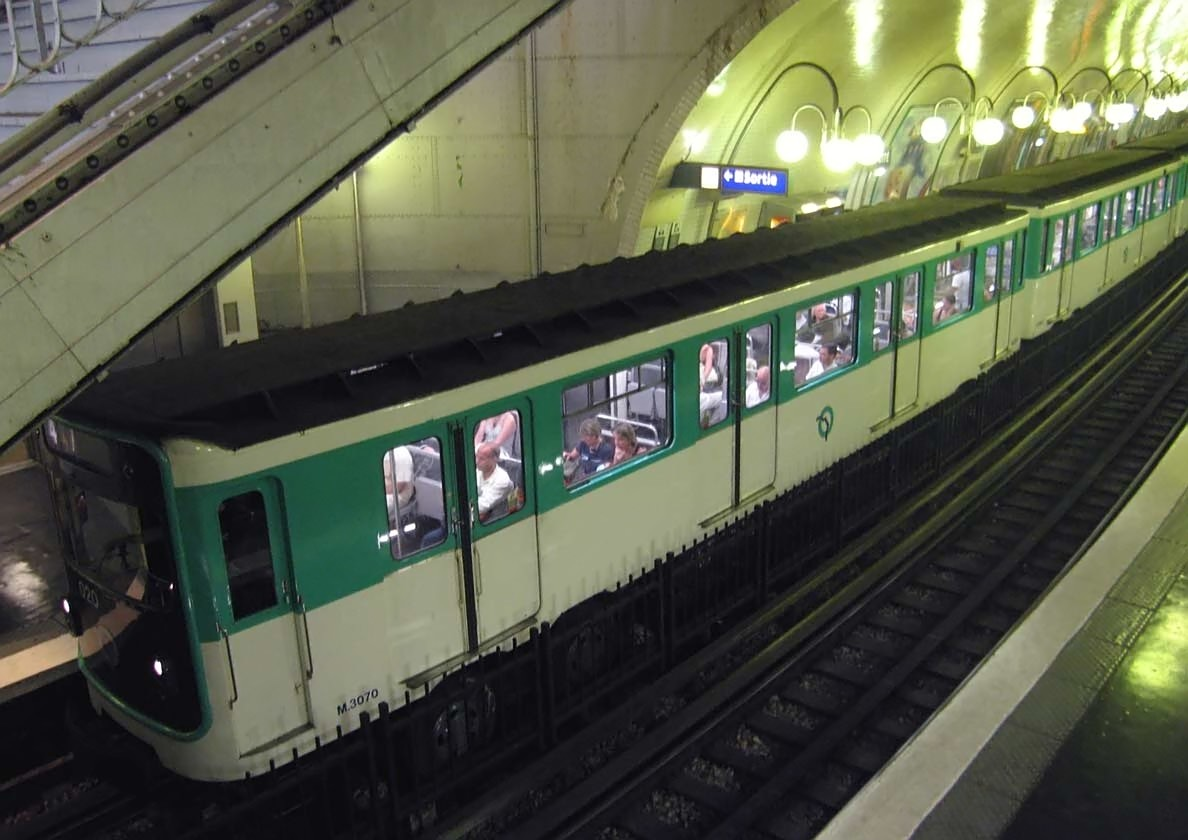
Tunnelbanetåg på station Cité

Paris metro (franska: Métro de Paris, uttal: [metʁo də paʁi]) är Paris tunnelbanenät och Europas näst mest trafikerade. Det invigdes år 1900 och den största delen av den senare utvidgningen skedde före andra världskriget.

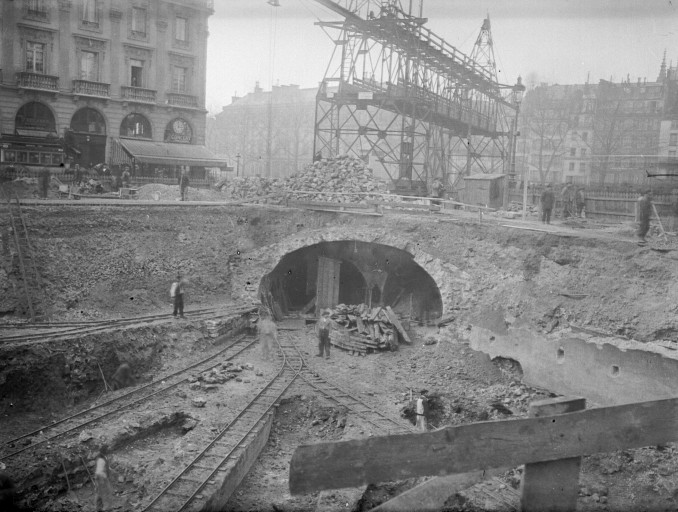
Byggandet av metron.

Det görs mer än 4,2 miljoner resor i metron varje dag. År 2015 gjordes 1 520 miljoner resor i tunnelbanan. Metron har 321 tunnelbanestationer uppdelade på 16 linjer, som sträcker sig över totalt 245,6 kilometer. Linje 14 som öppnades 1998 är den modernaste linjen, och har bland annat förarlösa tåg som styrs av datorer. Metron är i trafik från kl 05:30 – 01:00 på vardagar och till kl 02:00 på helger (fredags- och lördagsnatt samt natt mot helgdag). Det är det näst mest trafikerade tunnelbanesystemet i Europa efter Moskvas tunnelbana, och det 10:e i världen. 
Företaget RATP, som har hand om metron, har över 15 000 anställda och grundades 1897.

## Spårnätet

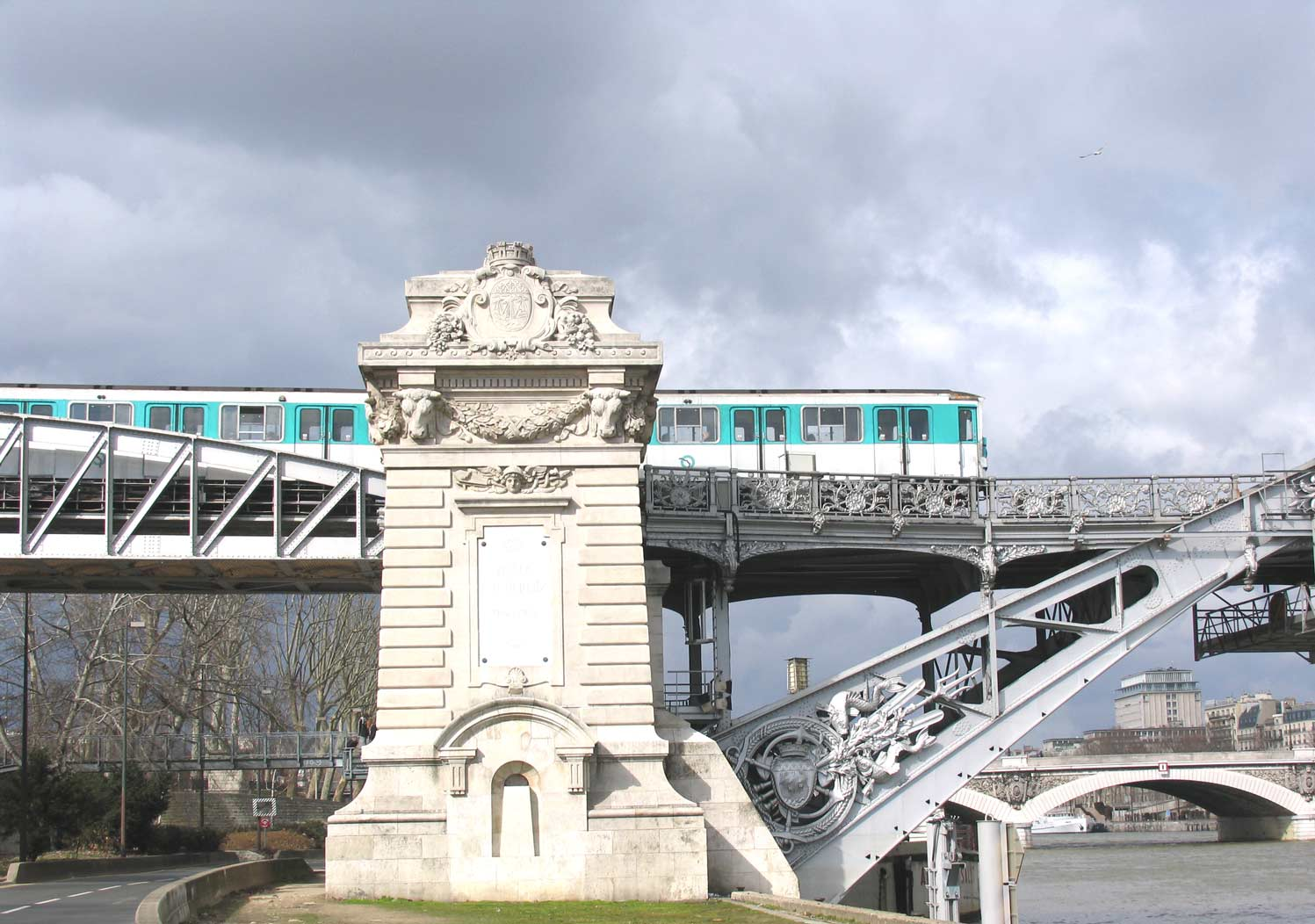
Tåg på linje 5 korsar Seine

Paris metro är först och främst skapad för transporter i Paris innerstad, och i viss mån närförort. Stationerna ligger tätt, i medeltal 548 m emellan två. En klar majoritet av systemet ligger under jord till skillnad från många andra tunnelbanesystem, hela 196 av 226,9 km ligger under jord. Över jord ligger vissa delar av linjerna i förorten samt vissa delar av linjerna 2, 5 och 6 går på viadukter i innerstaden.
Tunnlarna ligger rätt så grunt eftersom de parisiska markförhållandena är rätt så dåliga, spåren ligger nästan alltid mitt under en gata. För att minska belastningarna har man 75 meters kurvradie, respekteras dock inte alltid. Dessutom ligger i stort sett alltid spåren åt olika håll bredvid varandra i en gemensam tunnel, stationerna är placerade på sidan av spåren, och inte i mitten, något som är vanligt i till exempel Stockholms tunnelbana. 
En annan egenhet är att vissa linjer (1, 4, 6, 11, 14) går på gummidäck förutom de vanliga tåghjulen. Detta är först och främst för att förbättra accelerations- och retardationsförmågan hos tågen. Det har även den positiva bieffekten att ljudnivån och skakningarna minskar något, å andra sidan blir det riktigt varmt under högtrafik under sommaren. 
Spårbredden är genomgående normalspårig 1,435 meter, elförsörjningen sker med hjälp av en tredje skena (750 volt likström). Tågen är smalare än  i många andra tunnelbanesystem, 2,40 meter, å andra sidan är bredden densamma i alla linjer. 
De enda linjerna som innehar förgreningar är 7 och 13, det finns dock vissa planer på att en eventuell framtida utbyggnad av linje 14 skall ta en från varje.

## Stationer

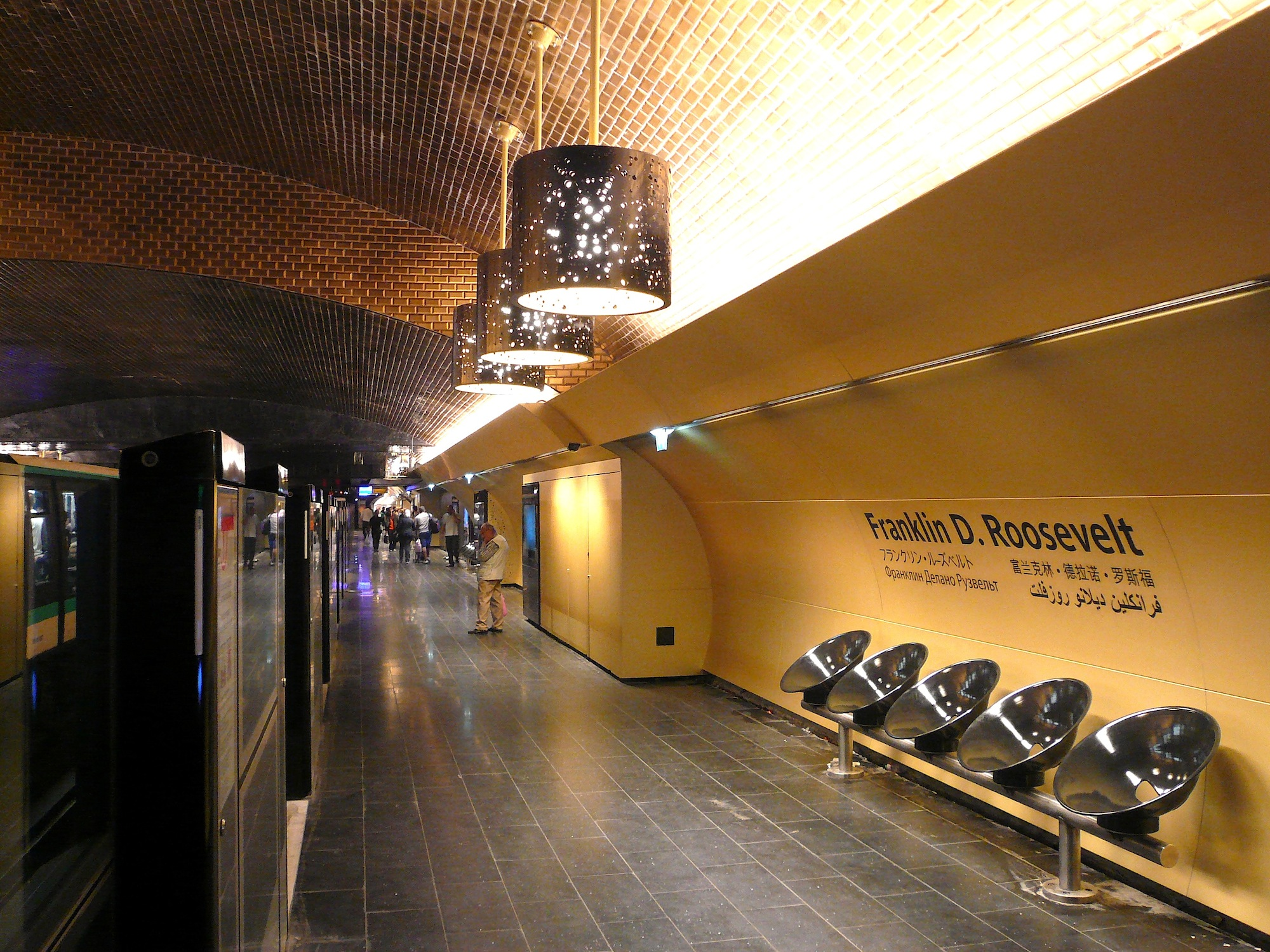
Franklin D. Roosevelt

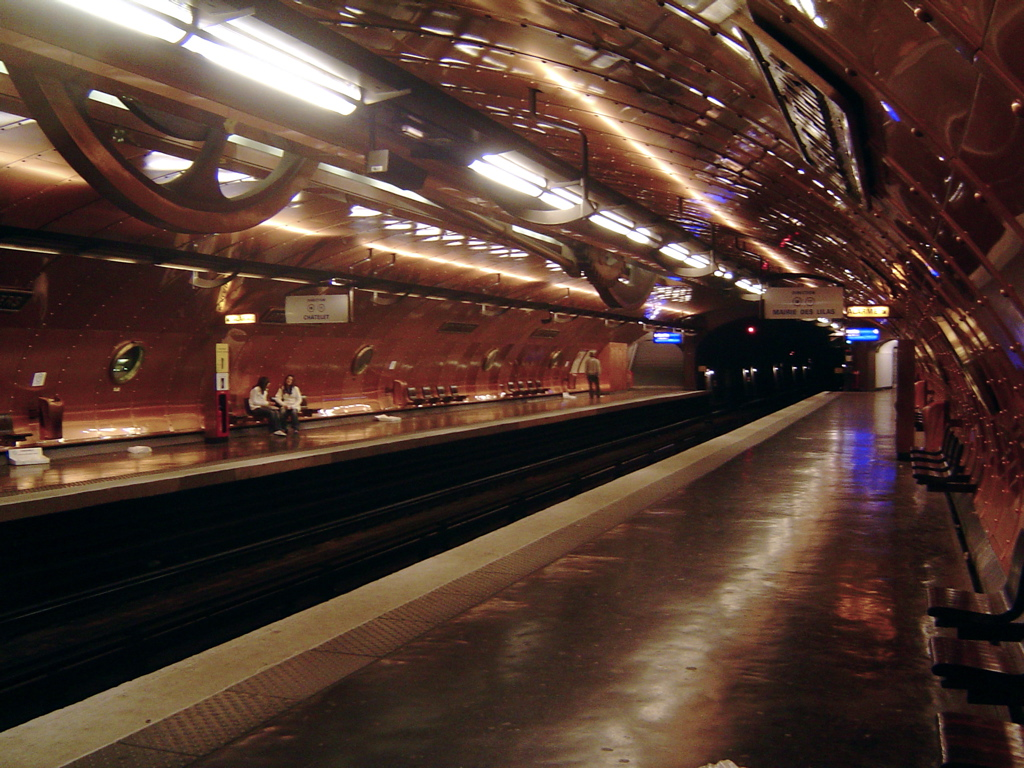
Arts et Métiers

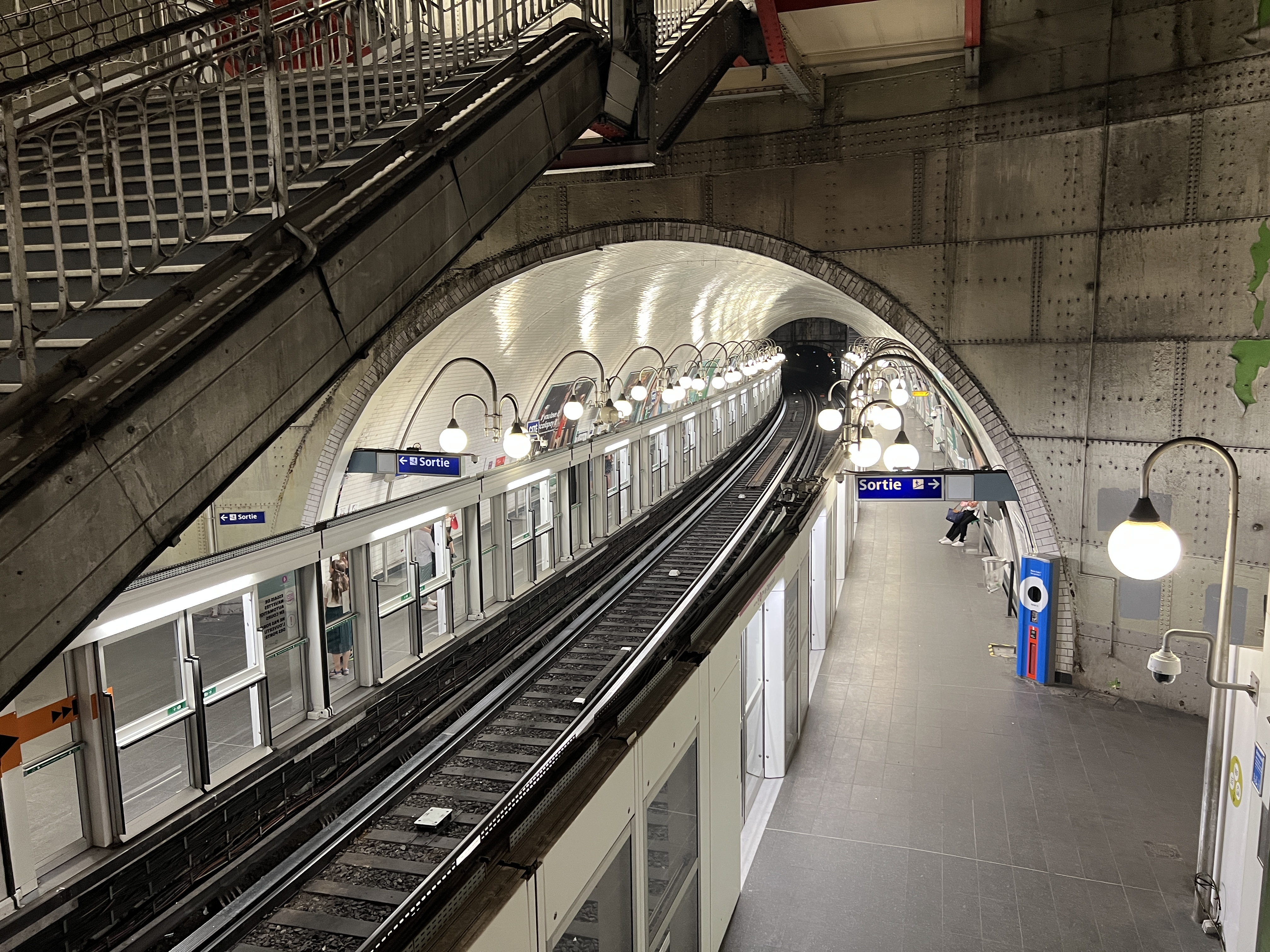
Cité

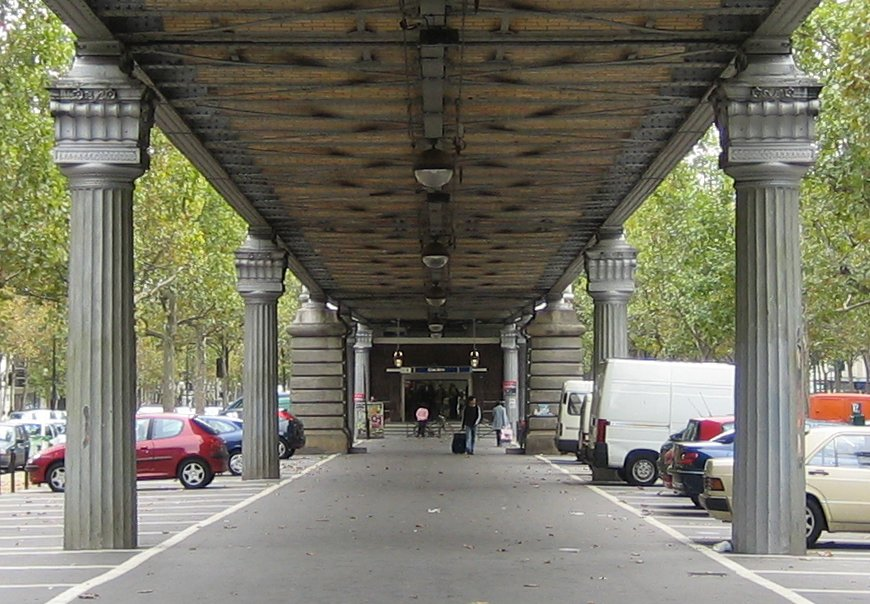
Glacière

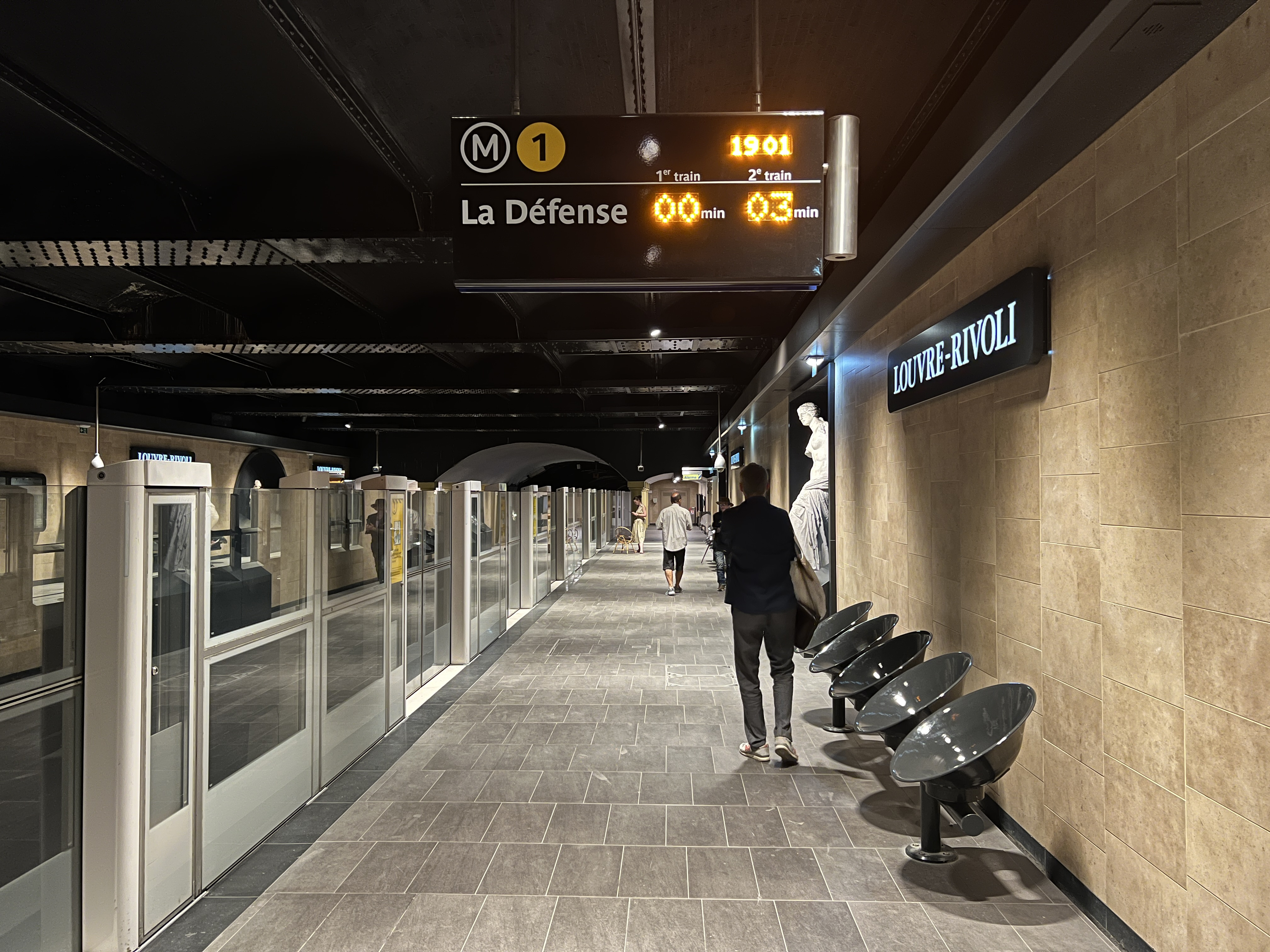
Louvre – Rivoli

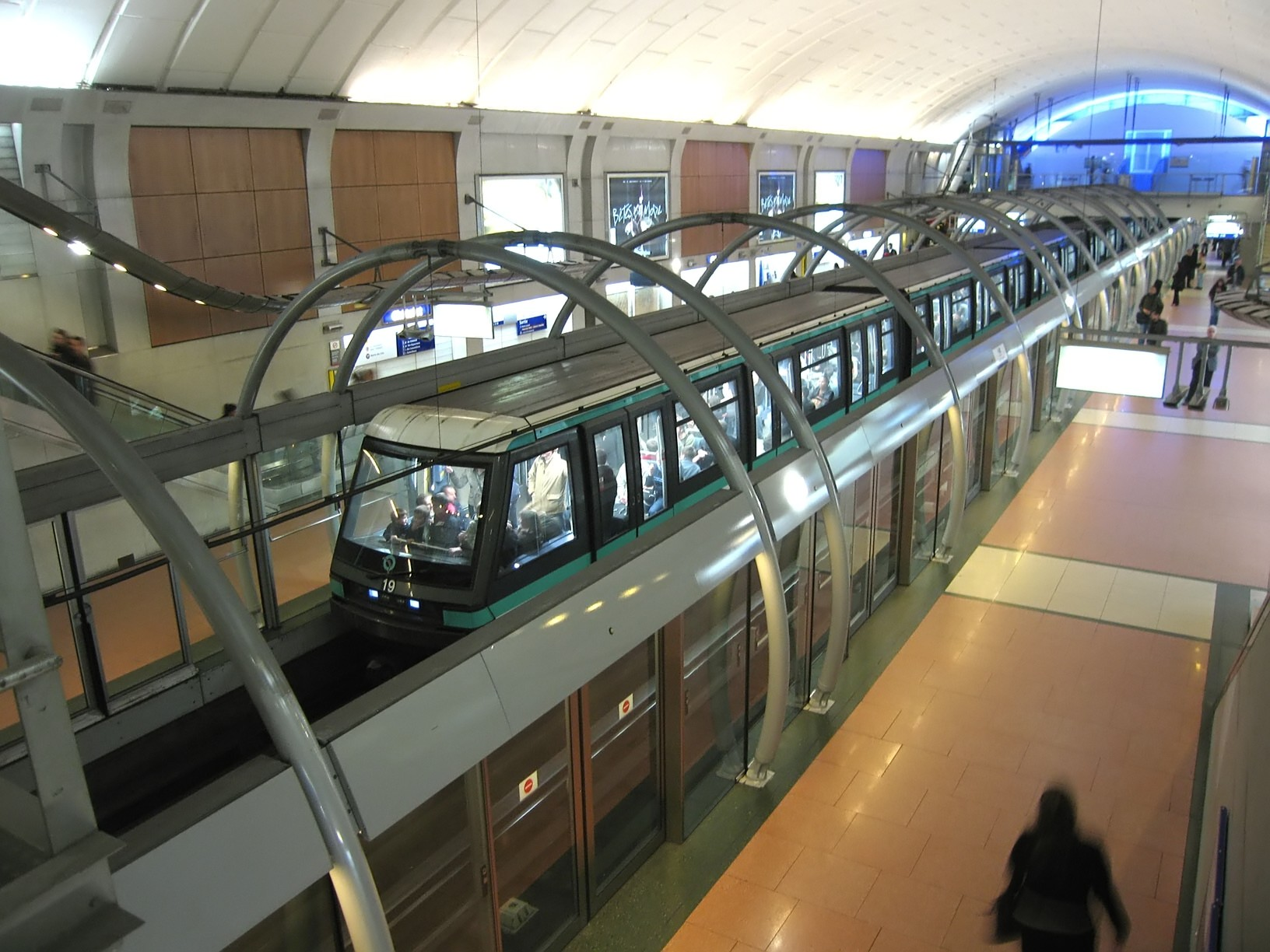
Châtelet

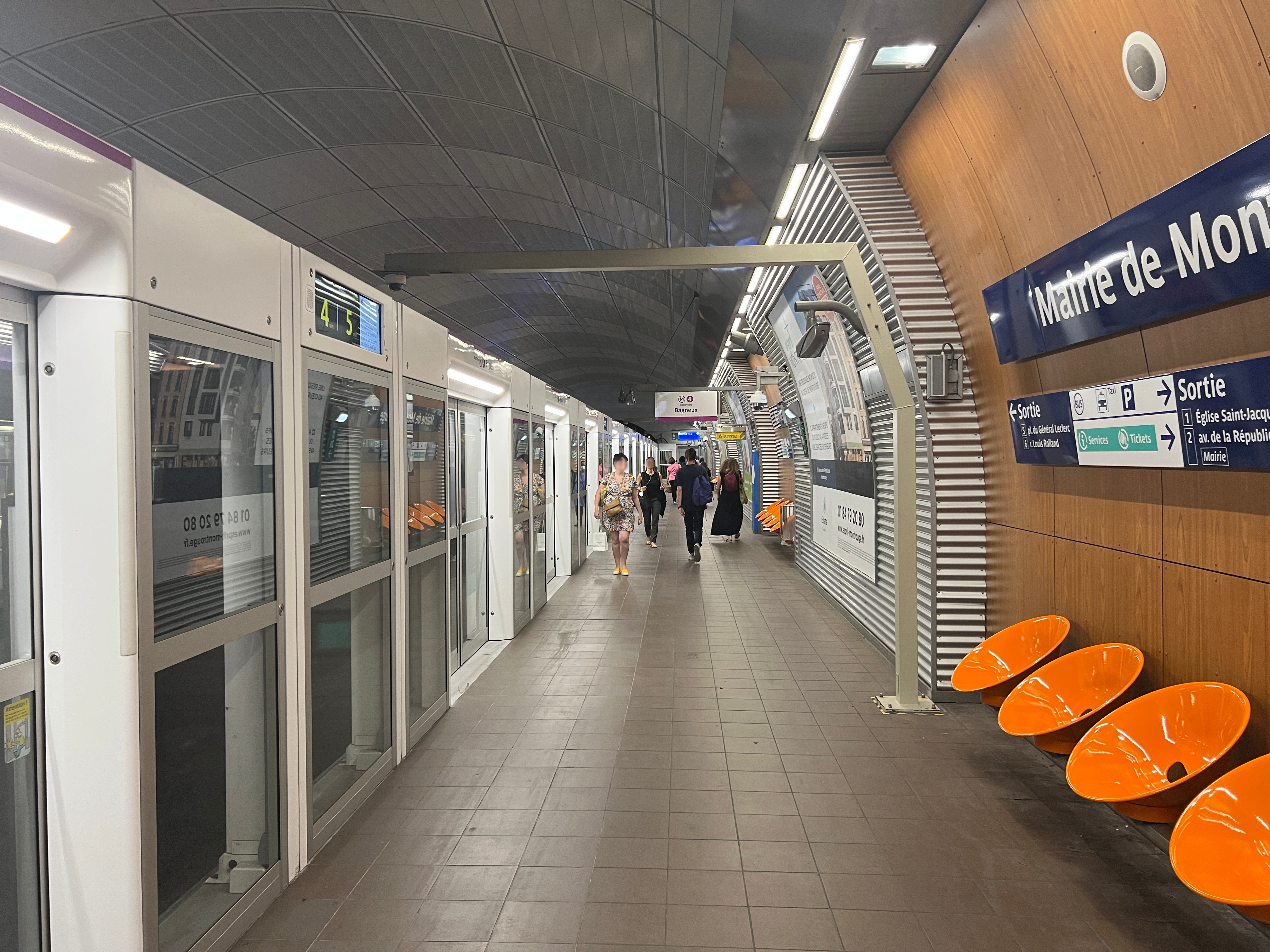
Mairie de Montrouge

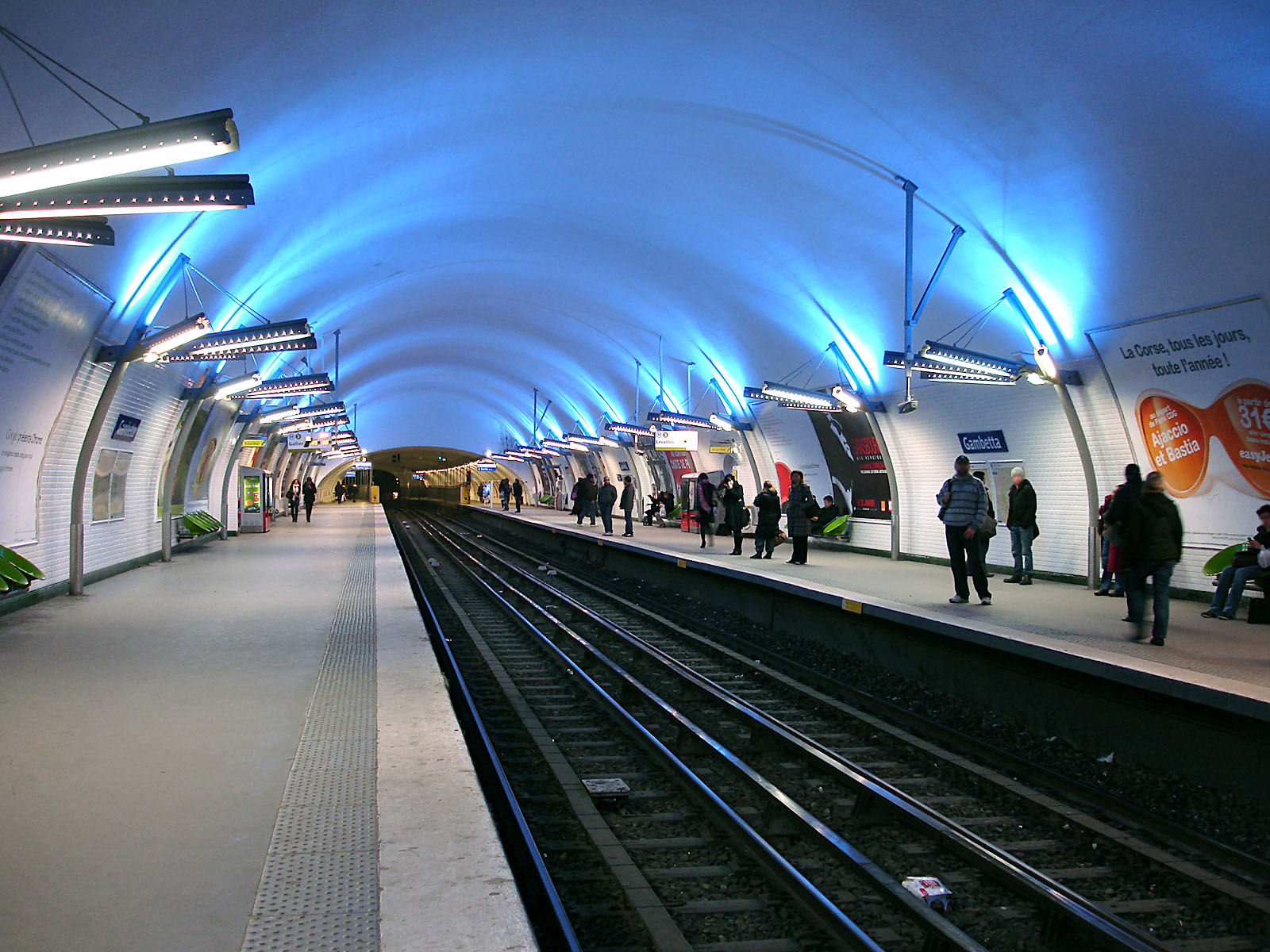
Gambetta

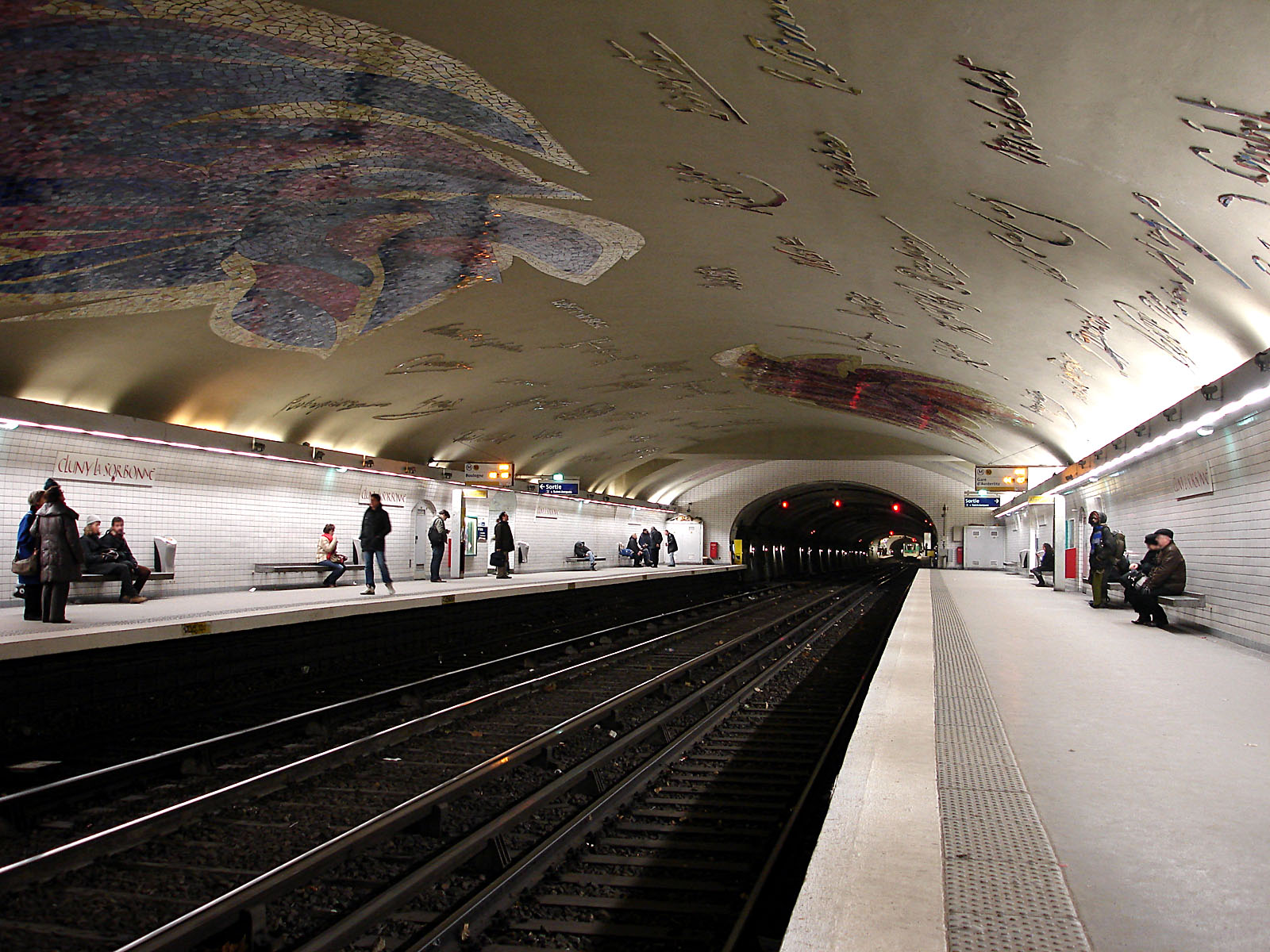
Cluny – La Sorbonne

De nya linjerna i Grand Paris Express.

Det stora flertalet av alla stationer består av två spår omgärdade av två 4 meter breda plattformar i ett tunnelrör klätt med vitt kakel. Ett 50-tal stationer avviker dock från detta mönster, framförallt nuvarande och tidigare ändstationer som ofta har tre spår och två plattformar, andra undantag är stationer på den nya linje 14 som har bredare plattformar och större tunnelradie och dörrar mot spåren. Naturligtvis utgör även stationerna på viadukter undantag från detta då dessa ofta är övertäckta av glastak eller av en markis. Det finns också vissa stationer med endast ett spår, då linjen går eller har gått i cirkel. På två stationer har man på grund av smala gator ovanför varit tvungen att inte placera plattformarna mittemot varandra (Commerce på linje 8 och Liège på linje 13). Det finns flera övergivna och avstängda stationer bland annat stationerna Croix Rouge, Saint-Martin, Haxo (på en avstängd linje mellan linje 3bis och 7bis), Champ de Mars, Martin Nadaud och Arsenal.

### Metroskyltar
Under åren har det utformats olika skyltar för att markera metroentréerna. De mest kända är de som utformades i rik jugendstil av Hector Guimard.

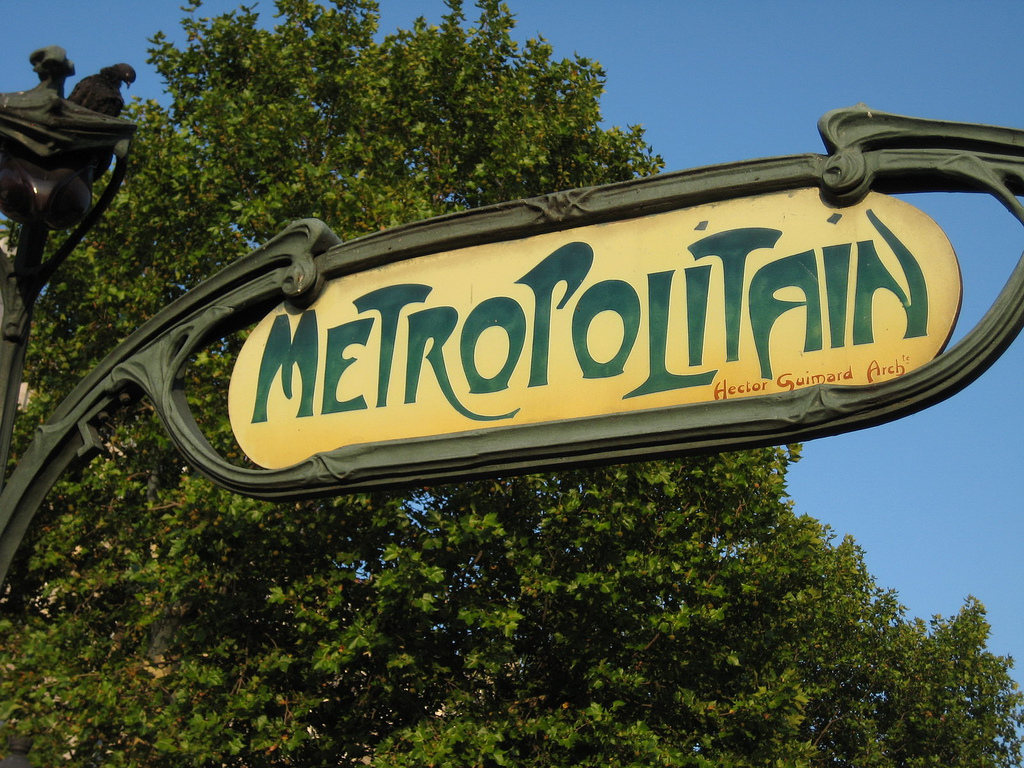
Skylt i jugendstil från 1900 av Hector Guimard.
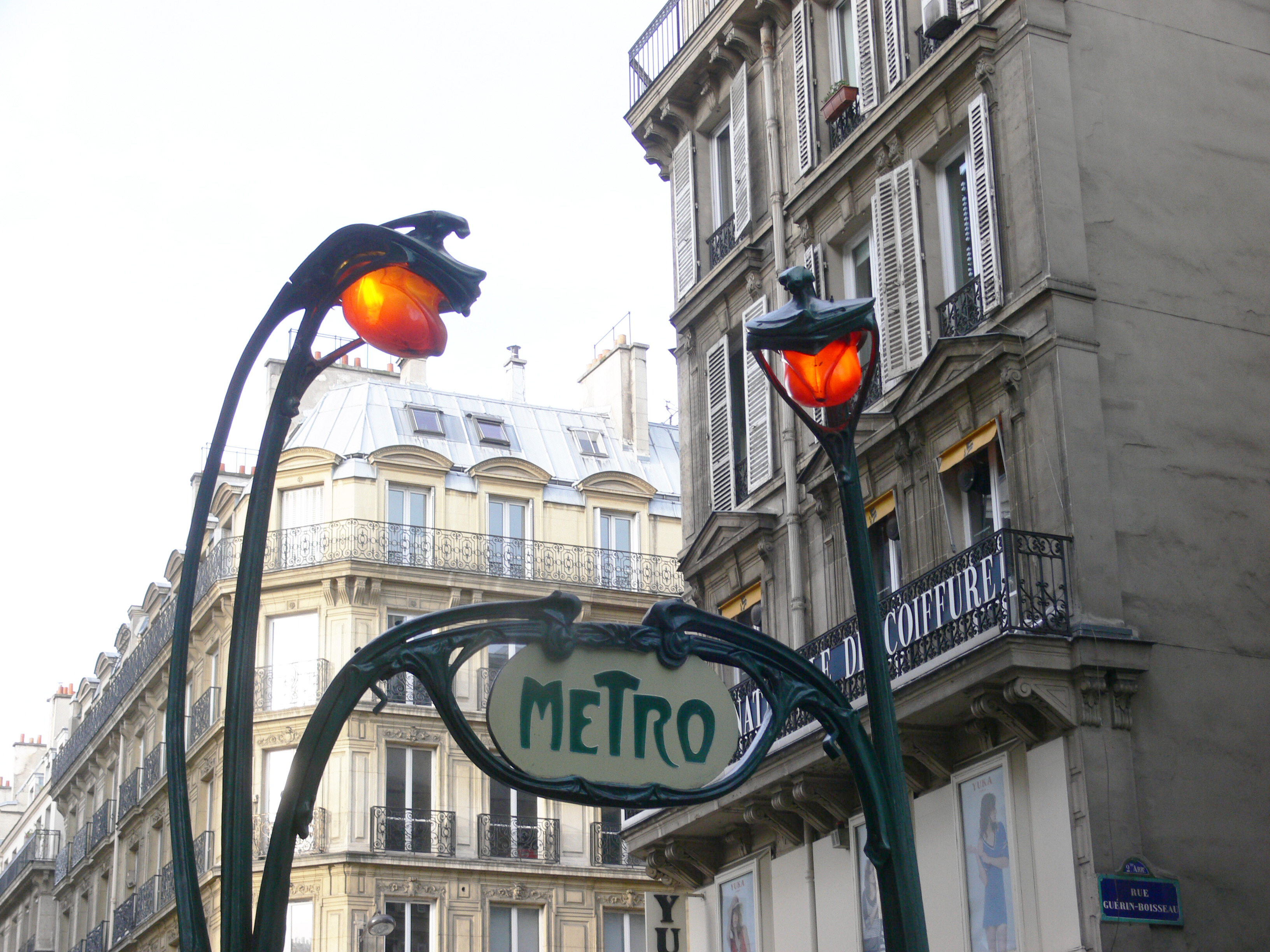
Skylt med lyktor i jugendstil från 1900 av Hector Guimard.
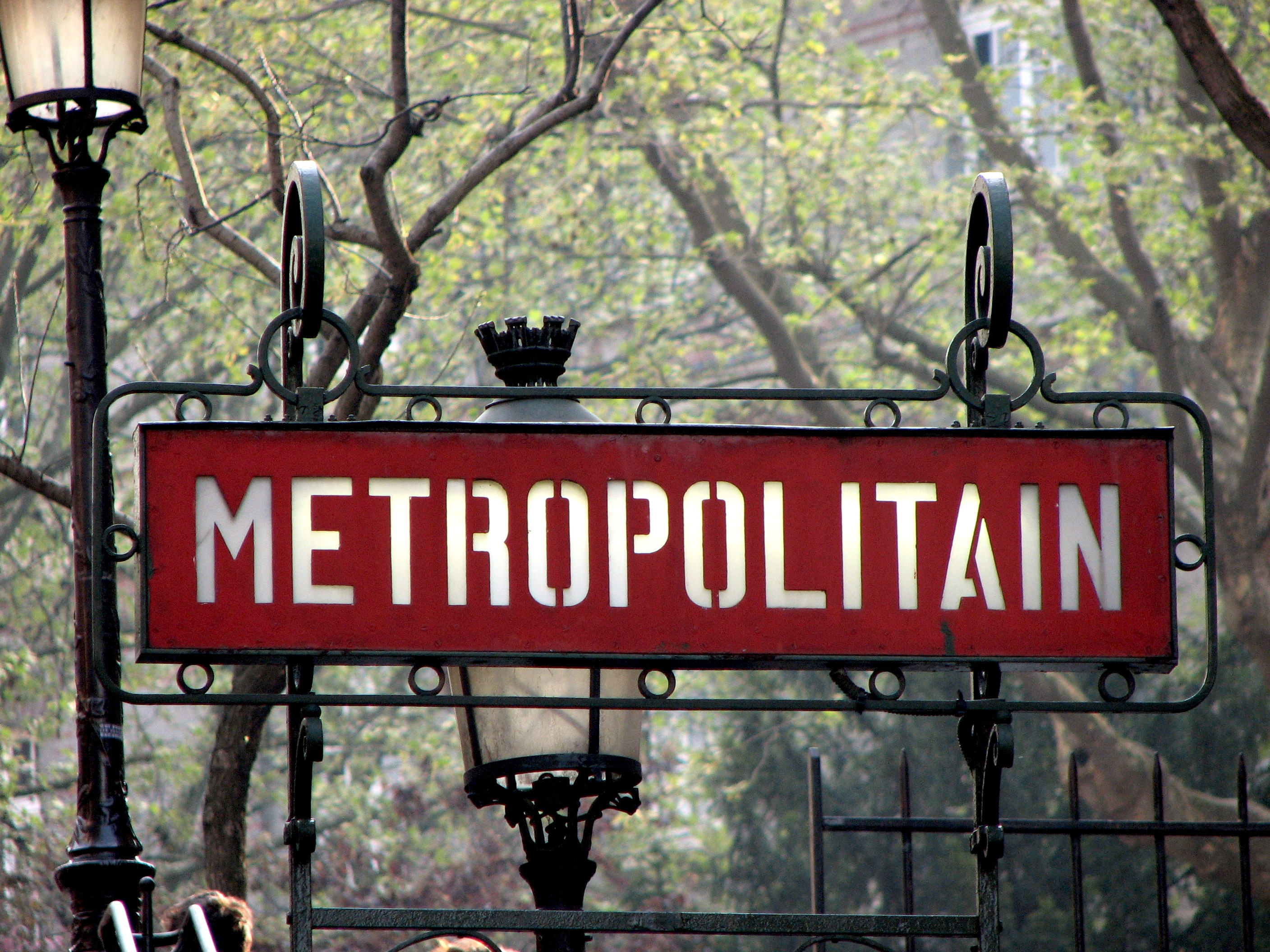
Skylt som sattes upp av tunnelbaneföretaget Société Nord-Sud till sina linjer från 1904.
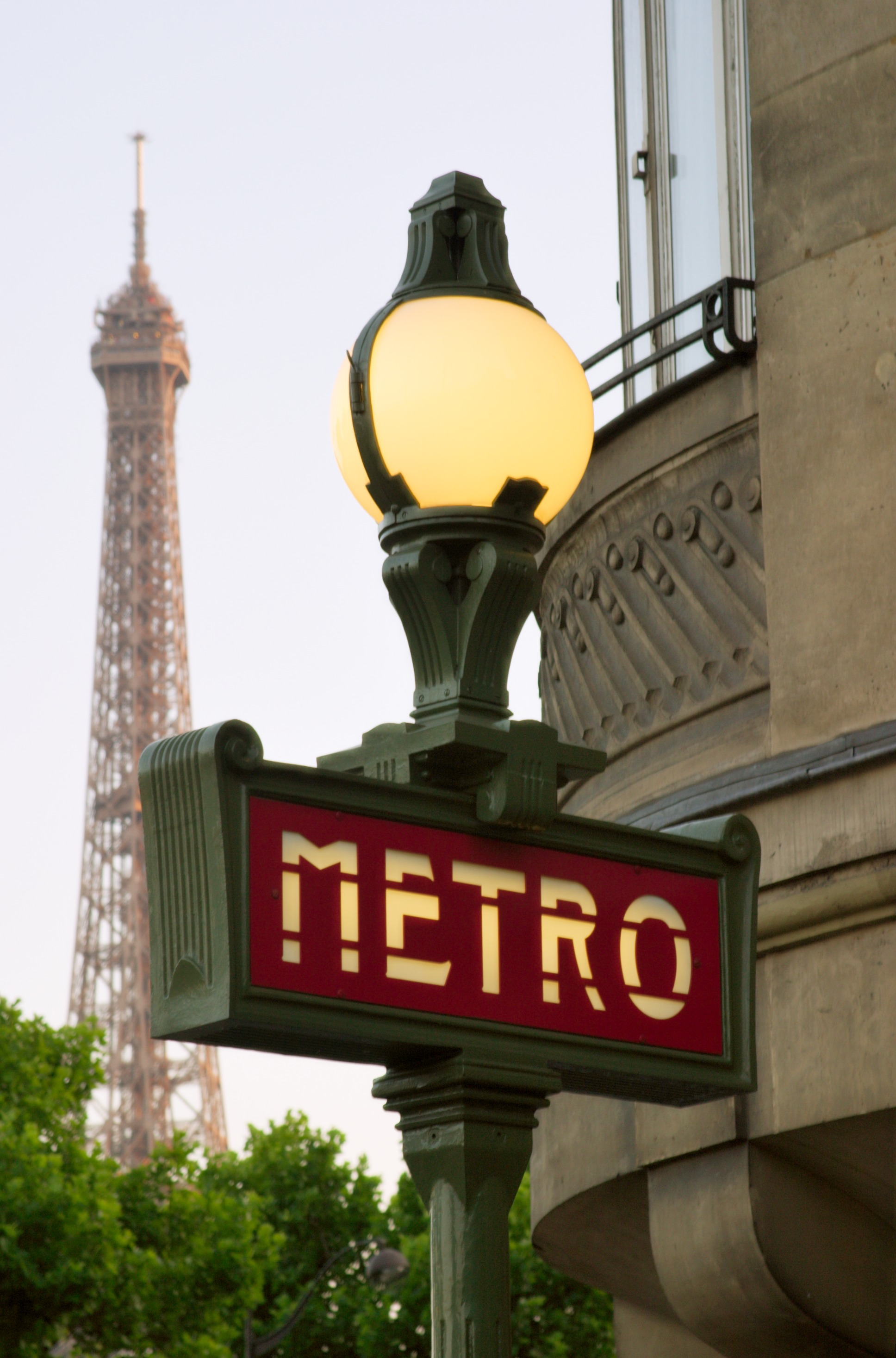
Skylt med lykta i art déco från 1920-talet av Adolphe Dervaux.
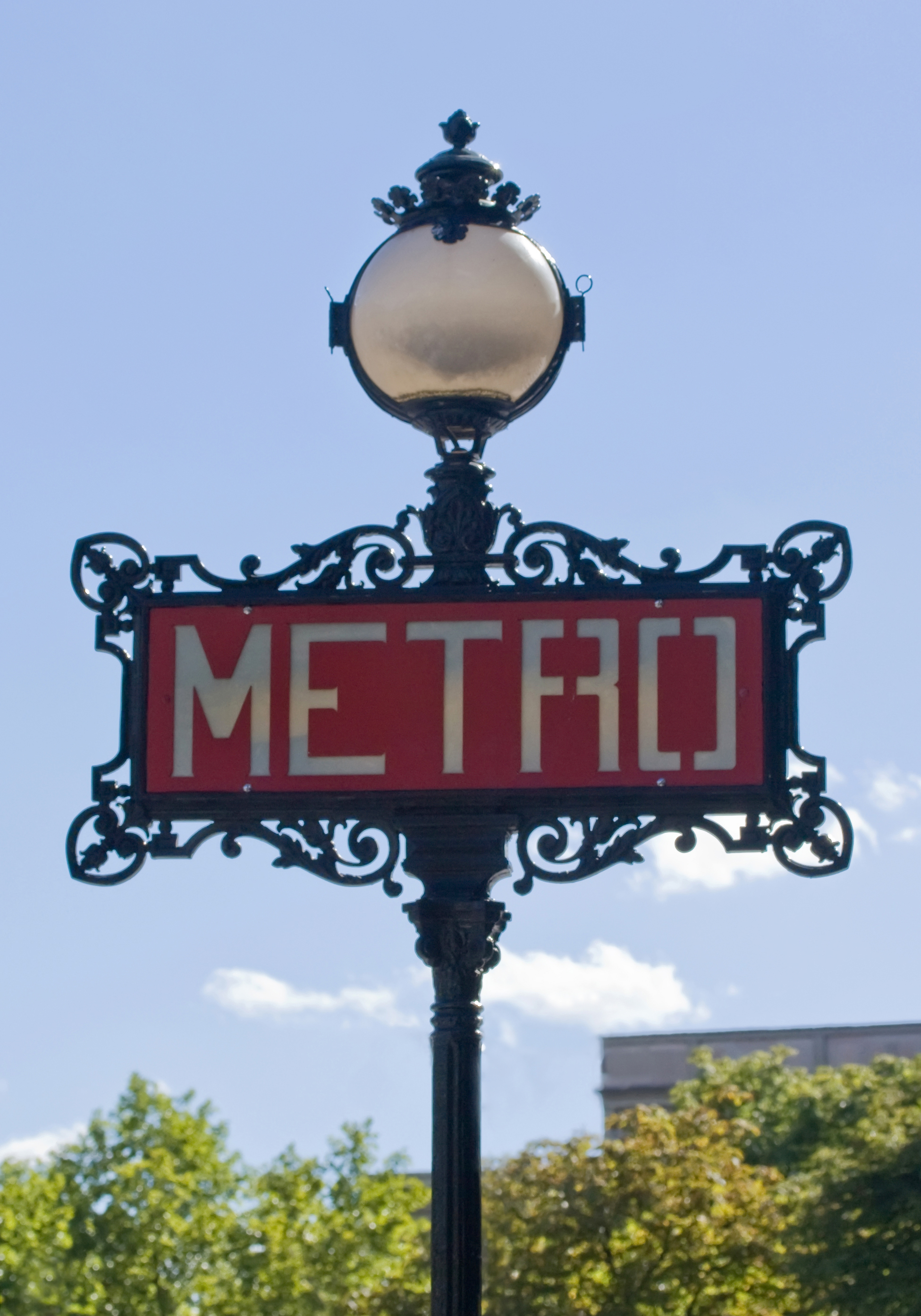
Skylt med lykta i art déco från 1920-talet av konstgjuteriet Fonderie d'art du Val d'Osne.
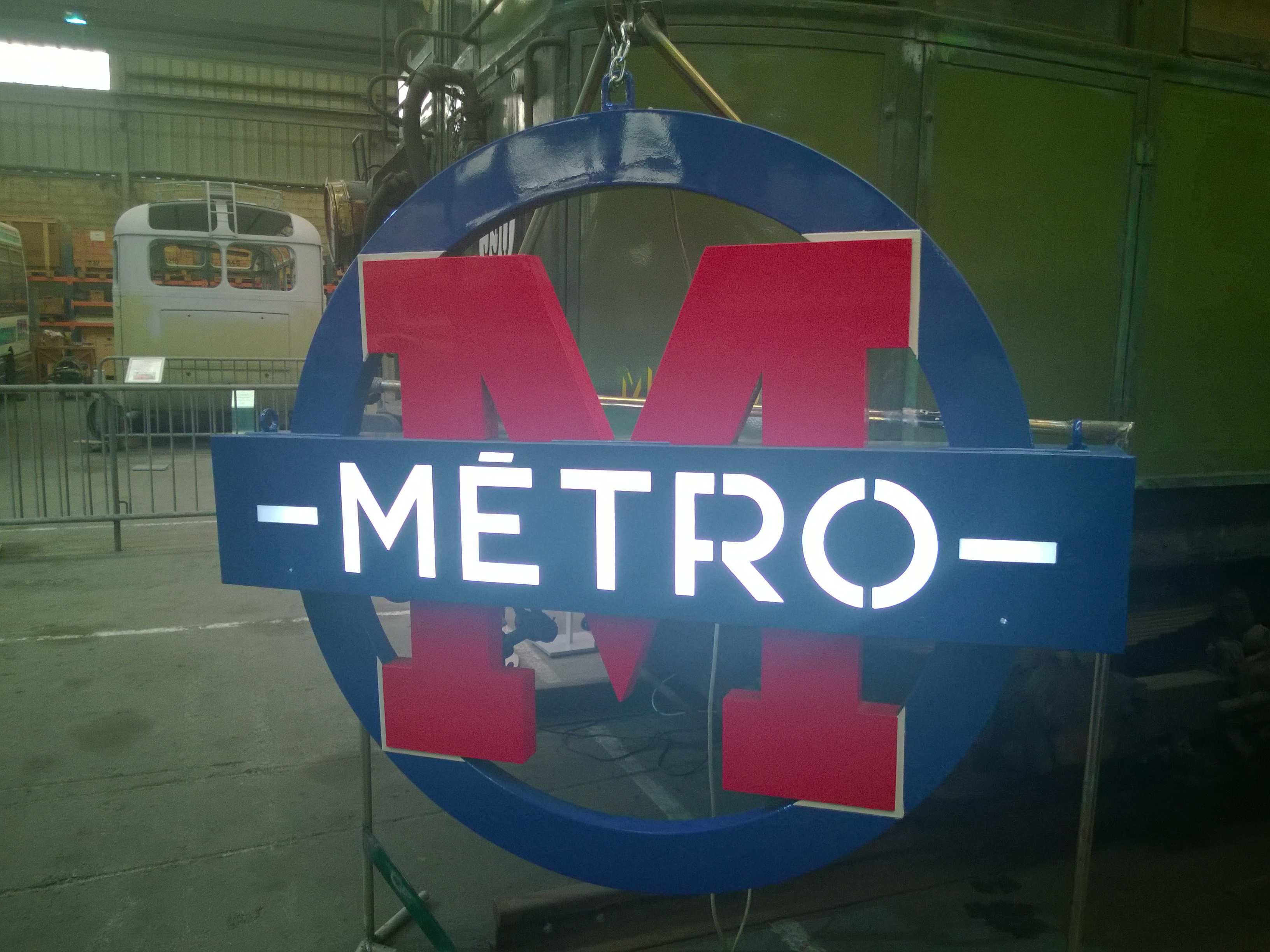
Ljusskylt som sattes upp under 1950-talet.
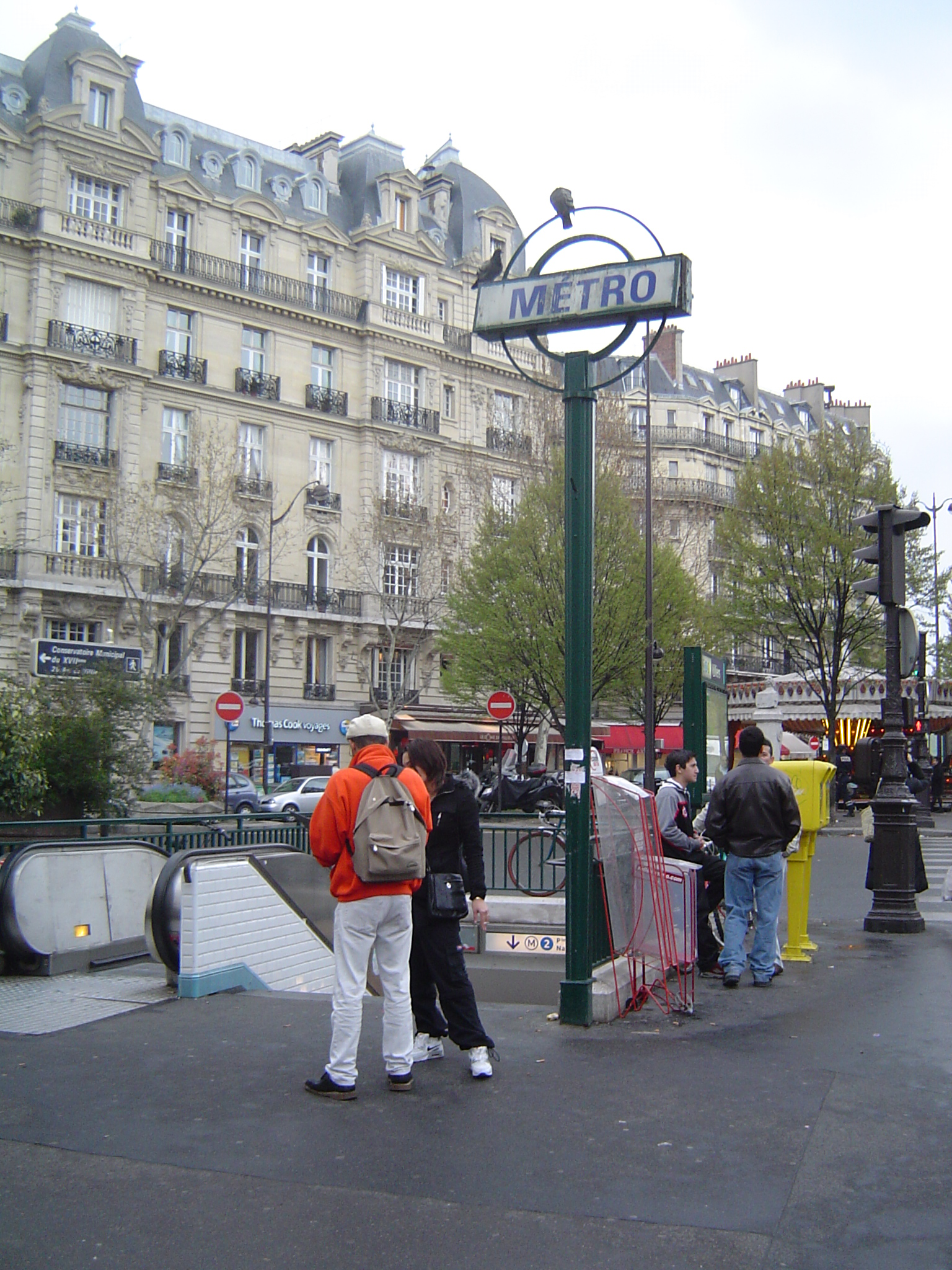
Antennformad metroskylt, 1960-talet.
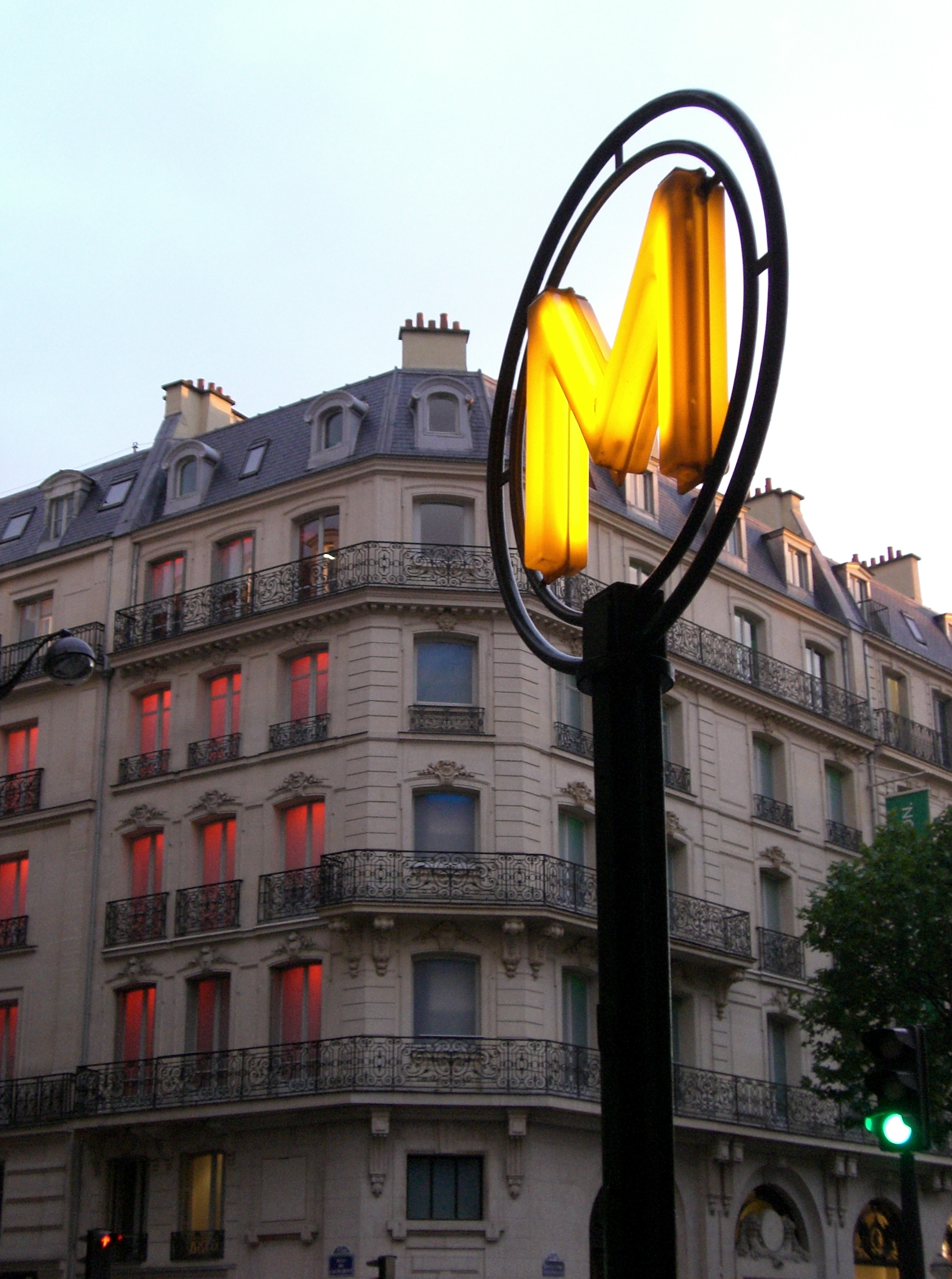
M jaune ungefär "gula M:et", M-formad lampa infattad i ring av rostfritt stål, 1970-talet.
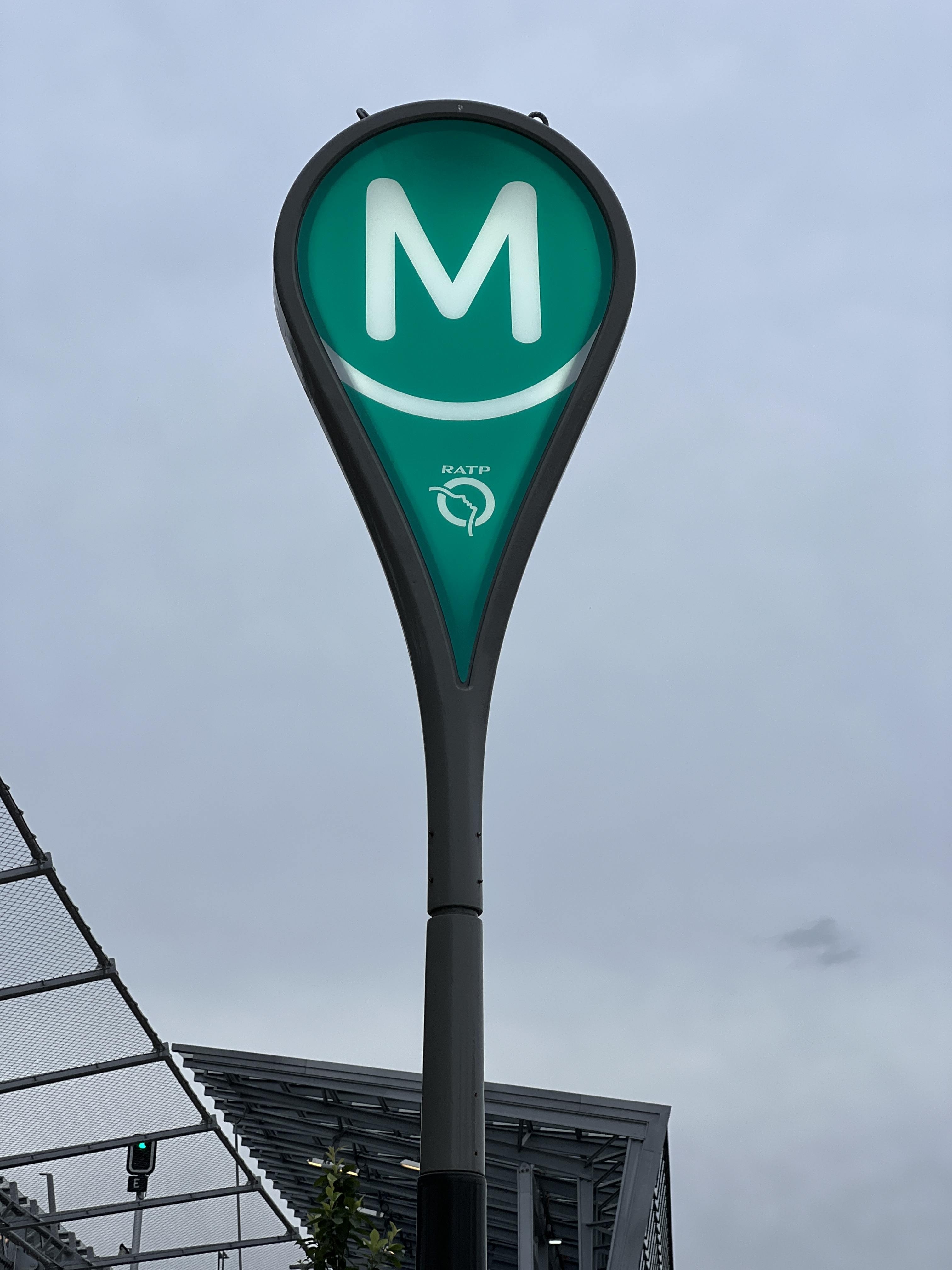
Skylt med belyst M som ska efterlikna kartnålar på moderna kartor, 2020-talet av Marc Aurel.

## Linjer
| Linje  | Sträcka                                                                                      | Öppnad | Längd    | Stationer |
| ------ | -------------------------------------------------------------------------------------------- | ------ | -------- | --------- |
| 1      | La Défense - Château de Vincennes                                                            | 1900   | 16,5 km  | 25        |
| 2      | Porte Dauphine - Nation                                                                      | 1900   | 12 km    | 25        |
| 3      | Pont de Levallois-Bécon - Gallieni                                                           | 1904   | 12 km    | 25        |
| 3bis   | Gambetta - Porte des Lilas                                                                   | 1921   | 1,3 km   | 4         |
| 4      | Porte de Clignancourt - Bagneux–Lucie Aubrac                                                 | 1908   | 13,9 km  | 29        |
| 5      | Place d'Italie - Bobigny Pablo Picasso                                                       | 1906   | 14,5 km  | 22        |
| 6      | Charles de Gaulle-Étoile - Nation                                                            | 1900   | 13,5 km  | 28        |
| 7      | Villejuif Louis Aragon / Mairie d'Ivry - La Courneuve 8 Mai 1945                             | 1910   | 22,5 km  | 38        |
| 7bis   | Louis Blanc - Pré Saint-Gervais                                                              | 1911   | 3 km     | 8         |
| 8      | Balard - Pointe du Lac                                                                       | 1913   | 23,4 km  | 38        |
| 9      | Pont de Sèvres - Mairie de Montreuil                                                         | 1922   | 20 km    | 37        |
| 10     | Boulogne – Pont de Saint-Cloud - Gare d'Austerlitz                                           | 1913   | 12 km    | 23        |
| 11     | Châtelet - Rosny–Bois-Perrier                                                                | 1935   | 11,7 km  | 19        |
| 12     | Mairie d'Aubervilliers - Mairie d'Issy                                                       | 1910   | 17,1 km  | 31        |
| 13     | Châtillon – Montrouge - Asnières – Gennevilliers – Les Courtilles / Saint-Denis - Université | 1911   | 24,3 km  | 32        |
| 14     | Saint-Denis–Pleyel - Aéroport d'Orly                                                         | 1998   | 27,8 km  | 21        |
| Totalt | Totalt                                                                                       | 1900-  | 245,6 km | 321       |

### Linje 1
Linje 1 är den första linjen som öppnades, år 1900. Med 207 miljoner resor per år är denna öst-västliga linje den tyngst trafikerade i systemet. Totalt är den 16,6 km lång och går mellan La Défense och Château de Vincennes. Den senaste förlängningen, till La Défense, öppnades den 1 april 1992. Idag körs linjen av förarlösa tåg och perrongerna har glasväggar som öppnas då tågen kommer in.

### Linje 2
Linje 2 är den näst äldsta linjen i systemet efter linje 1. Den öppnade också 1900, men först den 13 december. I början av 2006 beslutades det att nya vagnar ska tas i trafik på linje 2 och två andra linjer. Linjen går från Porte Dauphine i väst till Nation i öst.

### Linje 3
Den 10 oktober 1904 öppnade den första delen av linje 3 och gick då mellan Père Lachaise och Villiers. 1971 gjordes den senaste förlängningen från Gambetta till Gallieni. Linjen 3bis tillhörde tidigare linje 3.

### Linje 3bis
Med bara 1,3 km räls och 4 stationer är Linje 3bis den kortaste i hela systemet. 1971 öppnade linjen och har inte förlängts sedan dess. Planer finns på att binda ihop linjen med linje 7bis. Det skulle göras genom en nedlagd tunnel och man skulle även öppna en gammal nedlagd station, Haxo.

### Linje 4
Linje 4 är den näst tyngst belastade linjen i Paris metro. Den går i nord-sydlig riktning genom staden med ändstationerna Porte de Clignancourt och Bagneux–Lucie Aubrac. På den här linjen är det varmast på grund av att tågen har gummidäck. Vid stationerna Châtelet, Les Halles och Saint-Michel delar linjen station med RER.

### Linje 5
Linje 5 ska tillsammans med två andra linjer få nya tunnelbanevagnar, enligt ett beslut från 2006. Linjen öppnade 1906 och har 22 stationer och är 14,6 km lång. Årligen görs 86,1 miljoner resor på linjen. Den senaste förlängningen gjordes 1985 och gick till Bobigny-Pablo Picasso.

### Linje 6
Linje 6 är formad som en halvcirkel och kör den södra delen, medan linje 2 formar den norra delen. Mer än hälften av linjen går ovan mark på viadukter. 100,7 miljoner resor görs årligen på linjen. Linjen går bland annat förbi Triumfbågen och Eiffeltornet. Den öppnade 1909 och är totalt 13,6 km lång med 28 stationer.

### Linje 11
Linje 11 från 1935 går från Châtelet i centrala Paris till station Rosny–Bois-Perrier i nordöst. På linjen ligger den ubåtsliknande stationen Arts et Métiers.

### Linje 12
Linje 12 från 1910 går från Mairie d'Aubervilliers i norr till Mairie d’Issy i söder och passerar Concorde i centrala staden.

### Linje 14
Linje 14 är den nyaste i Paris metro. Den färdigställdes 1998 och går per automatik, det vill säga utan tunneltågförare. I juni 2007 förlängdes linjen från Bibliothèque François Mitterrand till Olympiades, båda belägna i sydöstra Paris. 2020 förlängdes linjen norrut till Mairie de Saint-Ouen samt 2024 i norr mot Saint-Denis–Pleyel samt i söder mot Aéroport d'Orly.

## Utbyggnader

### Utbyggnad från 2000-talet
- 2003  Madeleine — Saint-Lazare
- 2007  Bibliothèque François-Mitterrand — Olympiades
- 2008  Gabriel Péri Asnières–Gennevilliers — Asnières–Gennevilliers Les Courtilles
- 2011  Créteil Préfecture — Pointe du Lac
- 2012  Porte de la Chapelle — Front Populaire
- 2013  Porte d'Orleans — Mairie de Montrouge
- 2020  Saint-Lazare — Mairie de Saint-Ouen
- 2024  Mairie des Lilas — Rosny–Bois-Perrier
- 2024  Mairie de Saint-Ouen — Saint-Denis–Pleyel
- 2024  Olympiades — Aéroport d'Orly

### Automatisering av metron
Linje 1 har automatiseras, detta skedde efter att man först installerat dörrar på stationerna, liknande de på linje 14, med den skillnaden att de här är halvhöga. Test har skett på stationen Invalides (Linje 13) med dörrar som är ca 1,7 meter höga, men linje 4 blev den tredje linjen med förarlösa tåg år 2022, precis som Köpenhamns metro.

### Förlängningar 2020-tal
Linje 4 har förlängts söderut från Mairie de Montrouge till Bagneux, klart 2022. Linje 12 har förlängts från Front Populaire till Mairie d’Aubervilliers, klart 2022. Linje 11 har förlängts norrut från Mairie des Lilas till Rosny-Bois-Perrier, klart 2024. Linje 14 har förlängts norrut från Mairie de Saint-Ouen - Saint-Denis–Pleyel samt i söder från Olympiades - Aéroport d'Orly, klart 2024.

### Grand Paris Express
Under perioden 2019 -2030 är 4 helt nya tunnelbanelinjer planerade att byggas inom projektet Grand Paris Express. De nya linjerna  kommer att heta: Linje , ,  och .